# Tuin van Kapitein Rommel

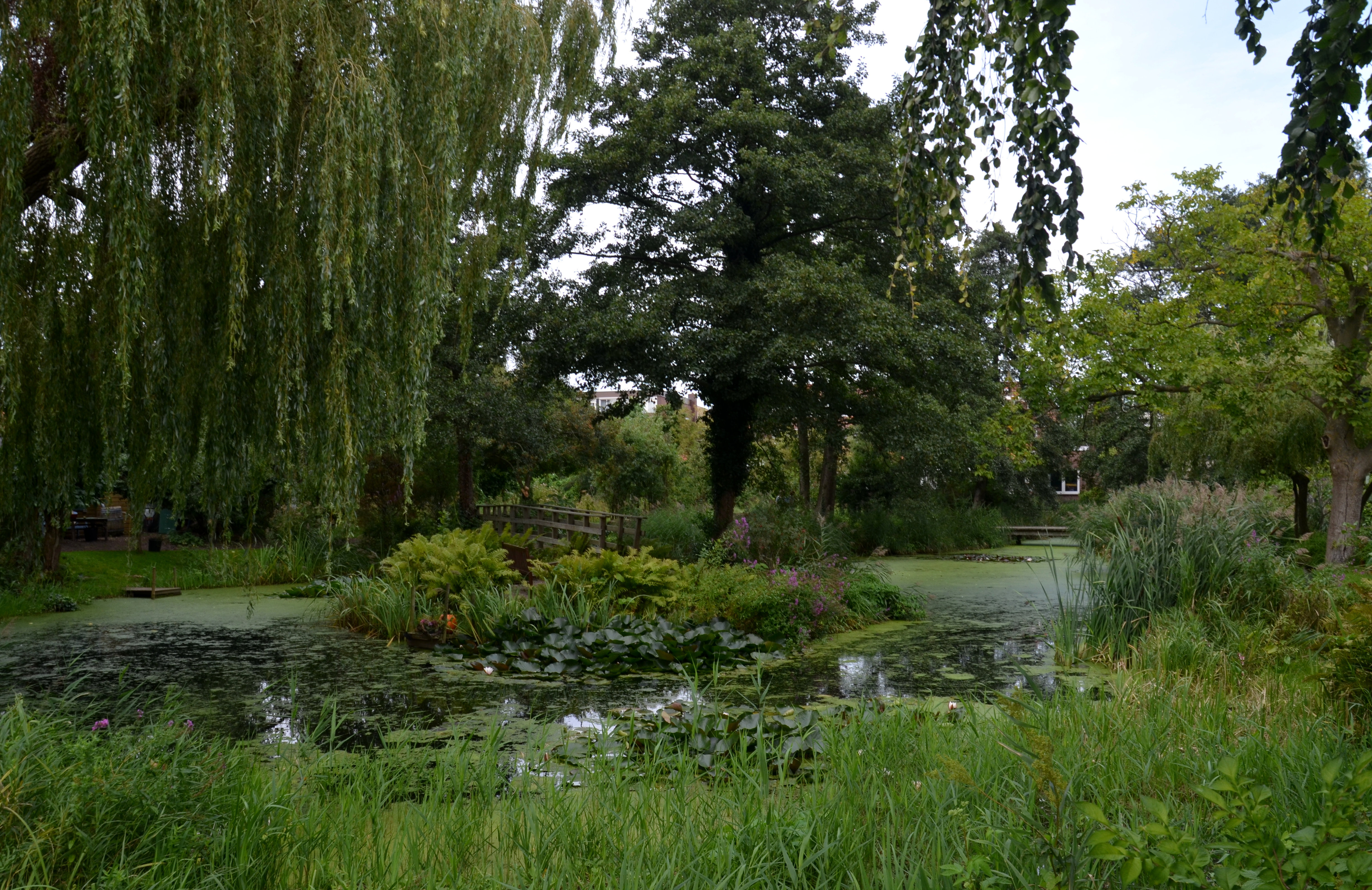
Tuin van kapitein Rommel

De Tuin van Kapitein Rommel is een natuurtuin met ontmoetingsruimte in Castricum in de Nederlandse provincie Noord-Holland. De tuin is eigendom van de gemeente Castricum en is in zijn huidige vorm aangelegd in 1994 met een ecologische en sociale functie. Hierbij werd voortgebouwd op de inrichting door de vorige eigenaar, kapitein Albert Rommel (1889-1958). De tuin was in zijn tijd al opengesteld voor de bewoners van Castricum en wordt nu grotendeels beheerd door vrijwilligers van de Stichting Tuin van Kapitein Rommel. De tuin en een replica van het oorspronkelijke tuinhuis staan op de lijst van gemeentelijke monumenten in Castricum.

## Geschiedenis

### Kapitein Rommel

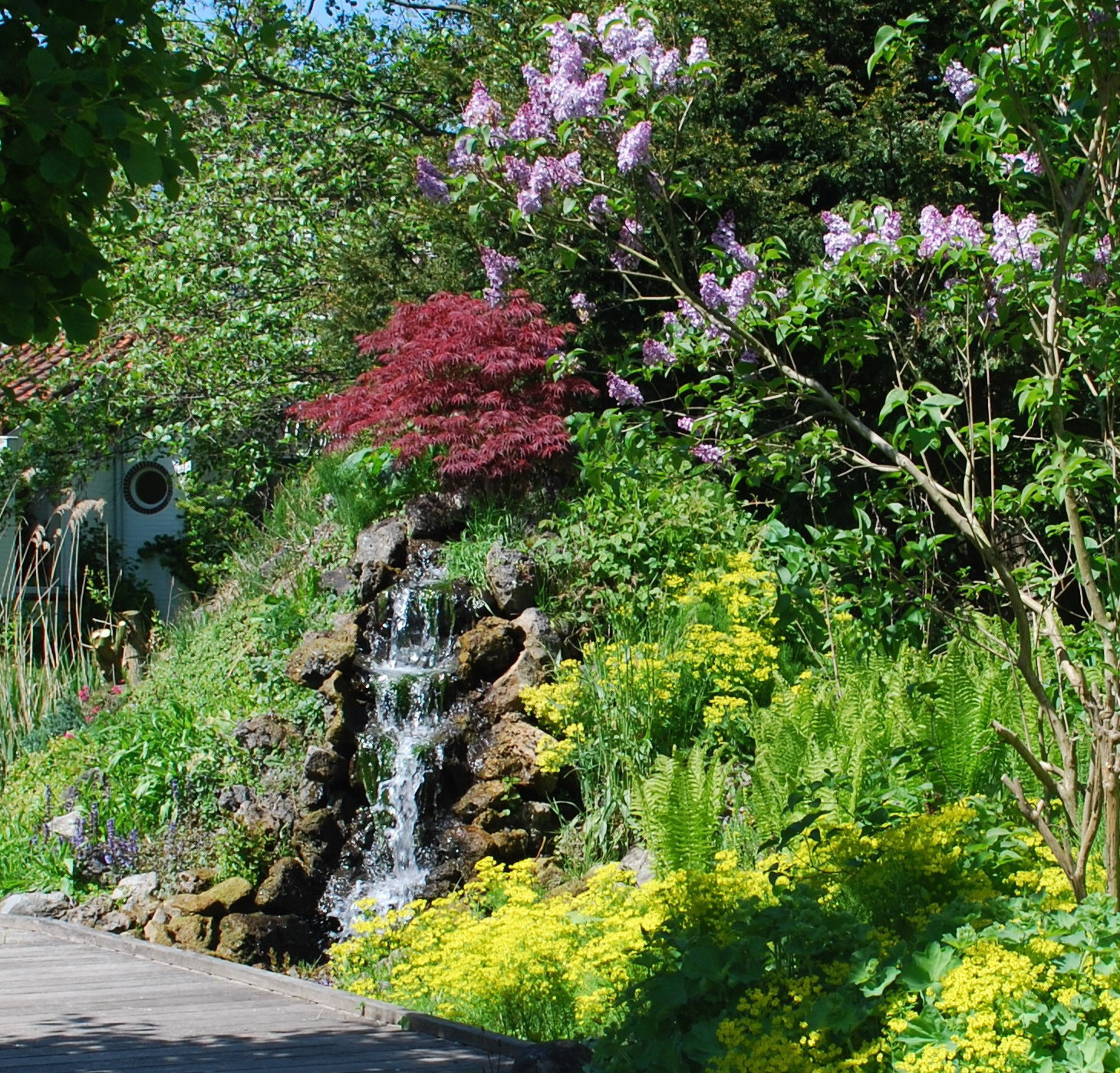
Cascade

De huidige tuin hoorde oorspronkelijk bij de villa Sonnevanck aan de Burgemeester Mooijstraat waar de ouders van Albert Rommel in 1910 kwamen wonen. Zijn invloed op de tuin stamt vooral uit de jaren na 1951 toen hij een 'pomphuis' in de tuin van zijn moeder liet bouwen waar hij met zijn tweede echtgenote ging wonen. Hij liet onder meer de grote vijver aanleggen waarin veel vis werd uitgezet. Ook liet hij een rotspartij met cascade aanleggen. De begroeiing bestond uit sierplanten, een boomgaard en een groentetuin en er werden veel dieren gehouden. De tuin was zijn lust en zijn leven, na een loopbaan als stuurman en kapitein in de koopvaardij. Voor zijn "waardevolle diensten aan de oorlogvoering" kreeg hij in 1947 het Kruis van verdienste. "Kapitein Rommel" was een markante Castricummer die dorpsgenoten liet meegenieten van zijn tuin en er ook kinderen liet spelen.

### Tuin en tuinhuis

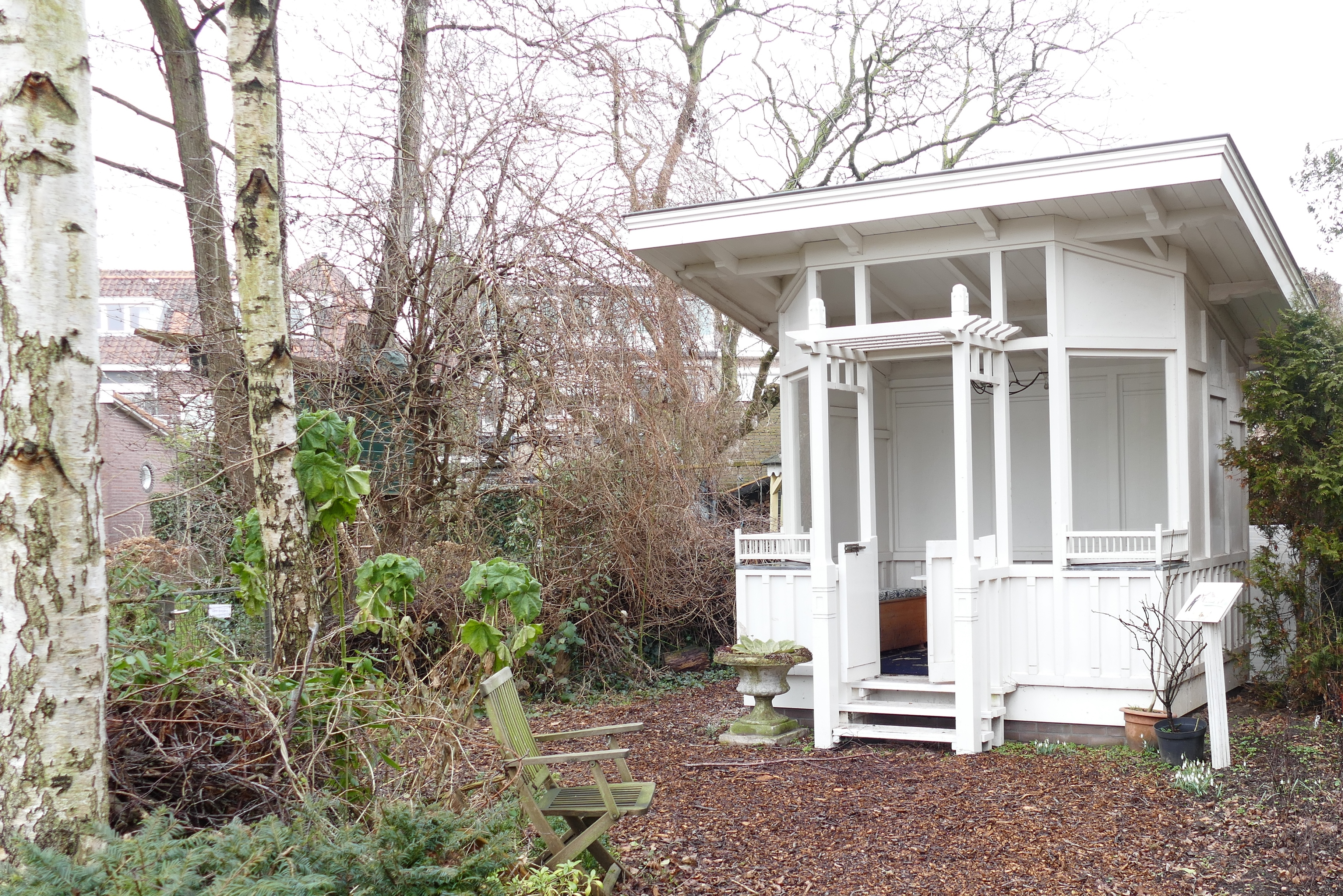
Tuinhuis

Na zijn dood werden de tuin en het pomphuis/woonhuis in 1970 eigendom van de gemeente, in verband met plannen om er een stationsplein aan te leggen. Het woonhuis werd later verkocht. Het tuinhuis uit 1928 met karakteristieke detailleringen was in slechte staat. Het werd weggehaald om te laten restaureren en werd in 1986 elders in Castricum met een iets andere dakconstructie herbouwd. Bij de renovatie zijn alleen de verrotte onderdelen gedeeltelijk vervangen, waardoor de bouwkundige staat achteruit bleef gaan. In 2005 werd geconstateerd dat renovatie duurder zou zijn dan nieuwbouw. In 2007 waren de meeste onderdelen door houtrot aangetast; wat nog goed was, waaronder de hekjes, werd in depot gebracht. Een replica met enkele originele onderdelen is in 2011 in de heringerichte tuin teruggeplaatst. Het tuinhuis (replica) staat op de monumentenlijst van de gemeente Castricum samen met de tuin waarmee het een cultuurhistorisch waardevol ensemble vormt.
De tuin was in 1989 een verwaarloosde boomgaard en de vijver dichtgegroeid. De gemeenteraad nam in 1990 het initiatief om er een milieu-natuurtuin met ontmoetingsruimte van te maken. De gemeente stelde het terrein beschikbaar en er kwam geld van het rijk voor sociale projecten. In samenwerking met een tuinarchitect werd een inrichtings- en beheerplan gemaakt. In 1993 werd de Stichting Tuin van Kapitein Rommel opgericht om het plan te realiseren. De uitvoering werd zoveel mogelijk gedaan met vrijwilligers. Op 4 juni 1994 werd de heringerichte "Tuin van Kapitein Rommel" geopend.

## Inrichting en beheer
Bij de inrichting van de huidige tuin stonden de sociale functie en de ecologische functie voorop. Er was behoefte aan een sociale ontmoetingsplaats, waar door verschillende groepen kan worden samengewerkt. Voor de ecologische functie was een verscheidenheid aan biotopen gewenst. Dit zou ook mogelijkheden bieden voor natuureducatie en voor beheer door vrijwilligers.
De tuin is 0,37 ha groot, waarvan de vijver ongeveer een derde uitmaakt. Het gebied bestaat uit oude duinzandgronden en is lang als tuinbouwgebied gebruikt. Hierdoor is de bodem humus- en voedselrijk geworden. De vijver stond oorspronkelijk in verbinding met de Stationsvijver maar wordt nu vooral door regenwater gevoed. Het water is vrij voedselrijk. De spontane vegetatie van de tuin en de vijver bestond dan ook uit algemene soorten van voedselrijke milieus en was weinig gevarieerd.

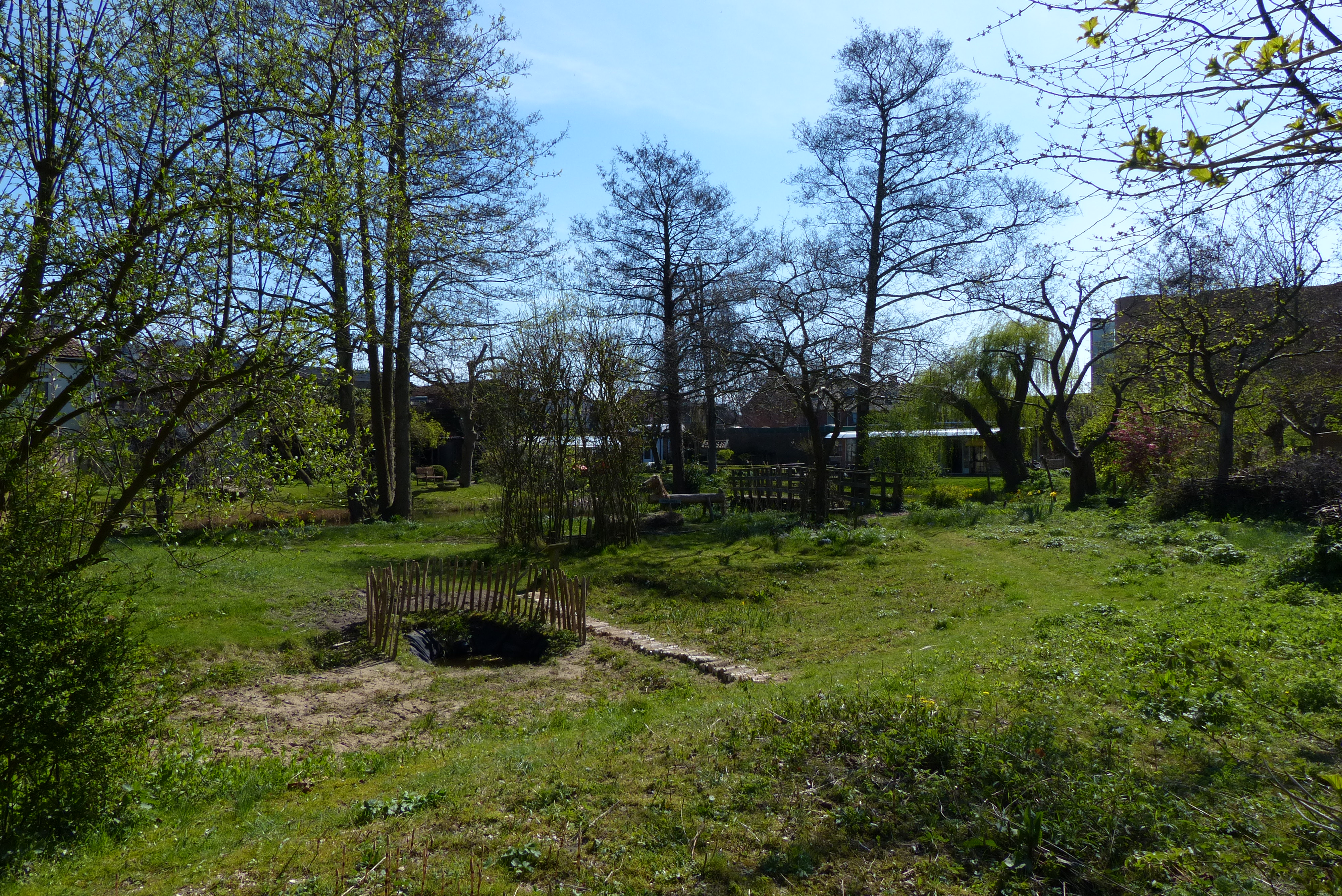
Hooiland

Het ecologisch ontwerp leidde tot diverse veranderingen in de tuin. Om de variatie in het grasland te verbeteren is hooilandbeheer met verschraling toegepast. Door plaatselijk afgraven van grond ontstonden geschikte milieus voor schraal nat grasland. Elders is kalkrijk voedselarm zand aangebracht om een droge schrale graslandvegetatie te krijgen. In het grasland komen onder meer koekoeksbloem, veldzuring, hertshooi, walstro, duinviooltje en muizenoor voor.
De vijver is uitgebaggerd en de watercirculatie verbeterd waarbij de rotspartij met cascade weer een functie kreeg. In de vijver en langs de beek zijn plasbermen met voedselarm zand aangelegd om de variatie in oevermilieus te vergroten voor oever-, riet- en moerasvegetaties.
Bloemrijk inheems struweel is aangeplant als voedselbron voor insecten en vogels. Het inheemse bosje met zwarte els, hazelaar en ruwe berk heeft een dichtere structuur gekregen om nestgelegenheid voor zangvogels als heggenmus, winterkoning en roodborst te verbeteren. Ook is een bosje aangelegd waarin stinsenplanten als daslook, bosanemoon, winterakoniet, kievitsbloem en sterhyacint voorkomen.

## Sociale functie

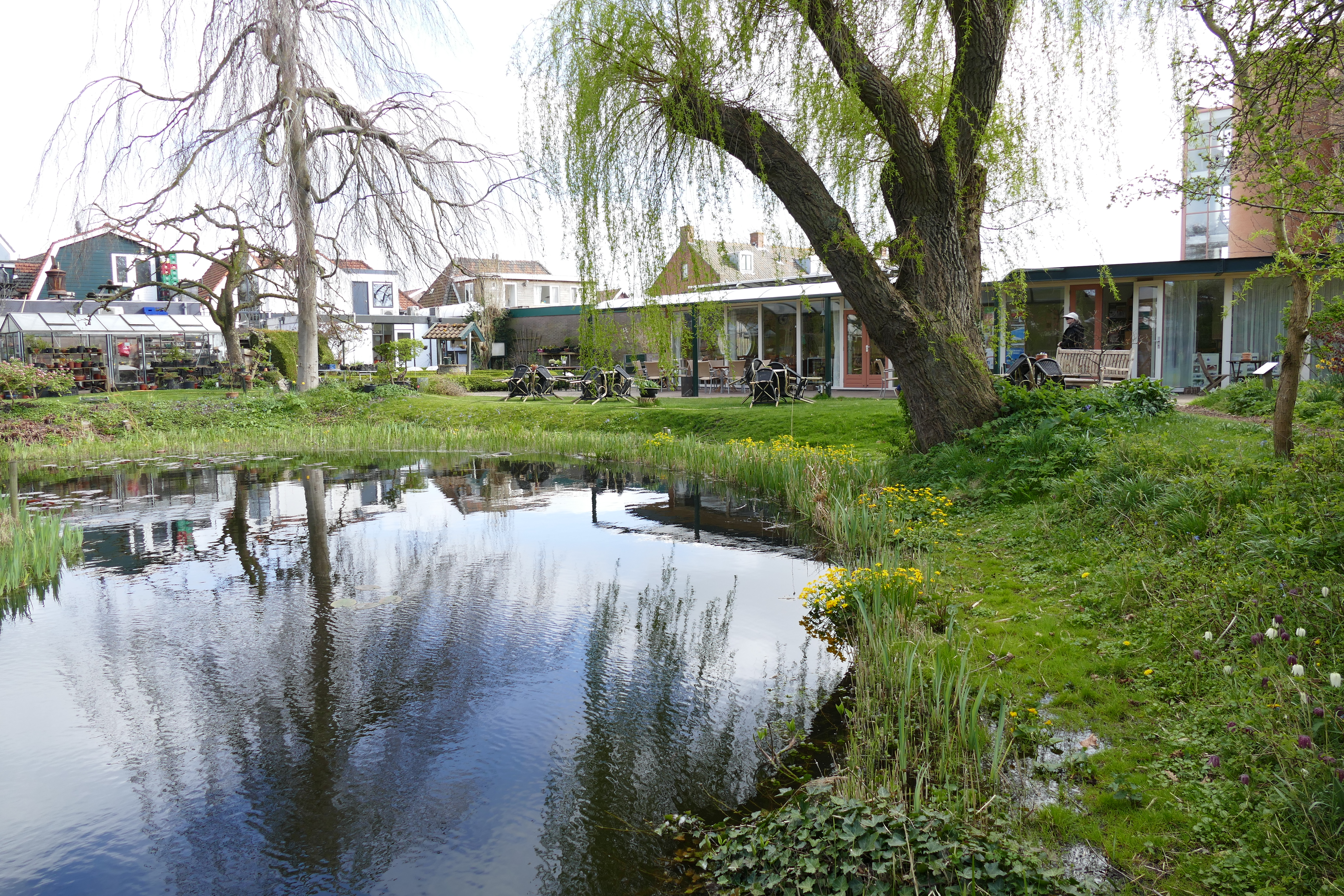
Vijver en ontmoetingsruimte

De sociale functie is gericht op diverse doelgroepen binnen Castricum, zoals mensen zonder werk, mensen met een handicap, buurtbewoners, mensen van een zorgcomplex en scholieren. Hiervoor zijn onder meer een ontmoetingscentrum en een plantenkas gebouwd en is een kruidentuin aangelegd. Aan de herinrichting van de tuin hebben ongeveer twintig vrijwilligers meegewerkt. In de tuin en het ontmoetingscentrum worden ook culturele activiteiten georganiseerd, zoals tentoonstellingen en muziekuitvoeringen. De tuin vervult een voorbeeldfunctie voor mensen die onbekend zijn met ecologisch beheer. De tuin werkt grotendeels met vrijwilligers (40-45), die worden begeleid door een coördinator/activiteitenbegeleider en een groenbegeleider.
De sociale functie van de tuin is in de loop der jaren gegroeid. Jaarlijks bezoeken rond 2500 mensen de tuin voor een van de culturele of recreatieve evenementen, zoals het pompoenenconcert of de kerstmarkt. Ruim 300 basisschoolleerlingen doen in het voorjaar mee aan een natuurontdekkingstocht. In de zomer bezoeken 700-1100 kinderen het jaarlijkse evenement Sprookjestuin. Rond 425 kleuters volgen in de herfstvakantie het Kabouterpad.

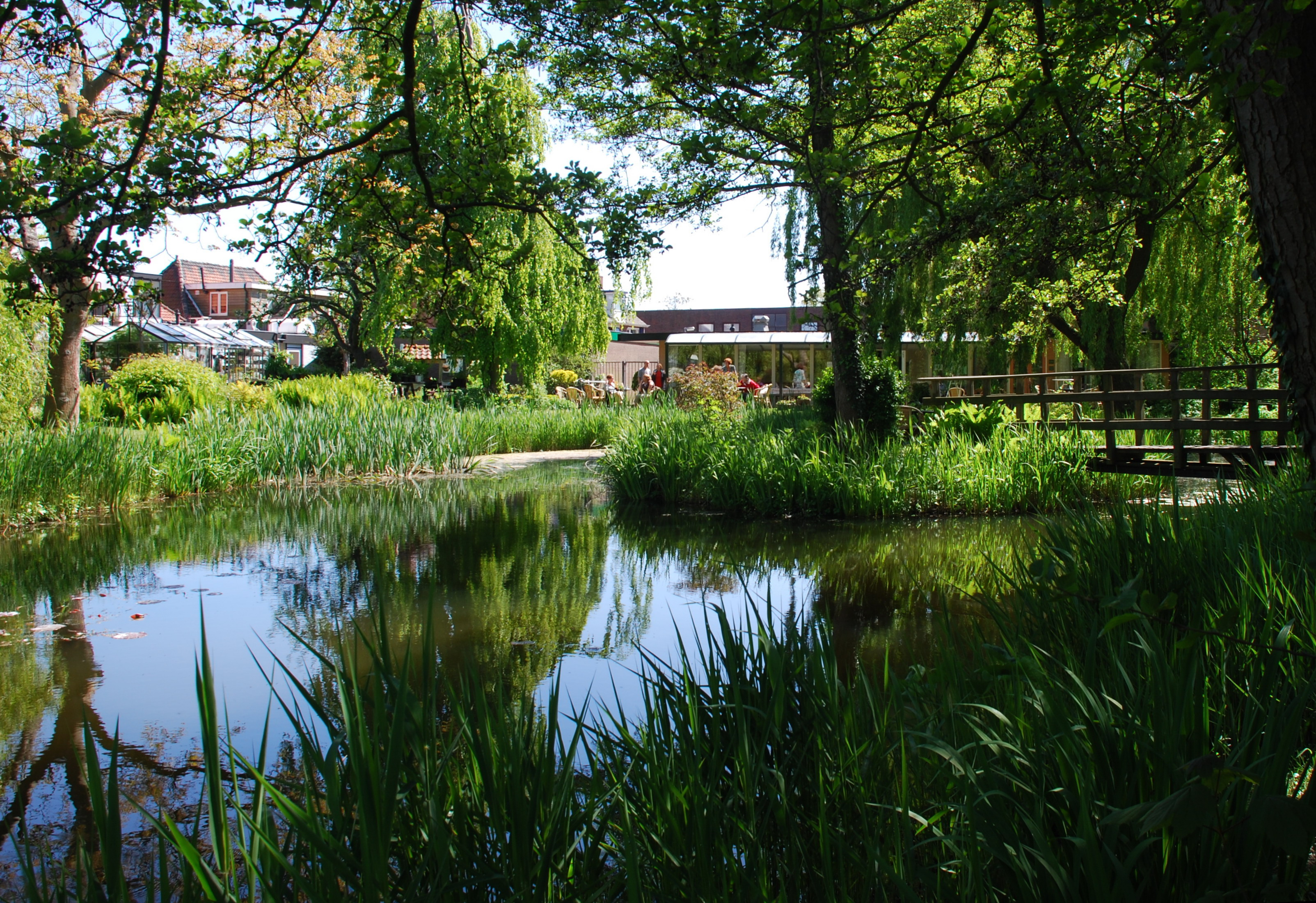
Overzicht tuin
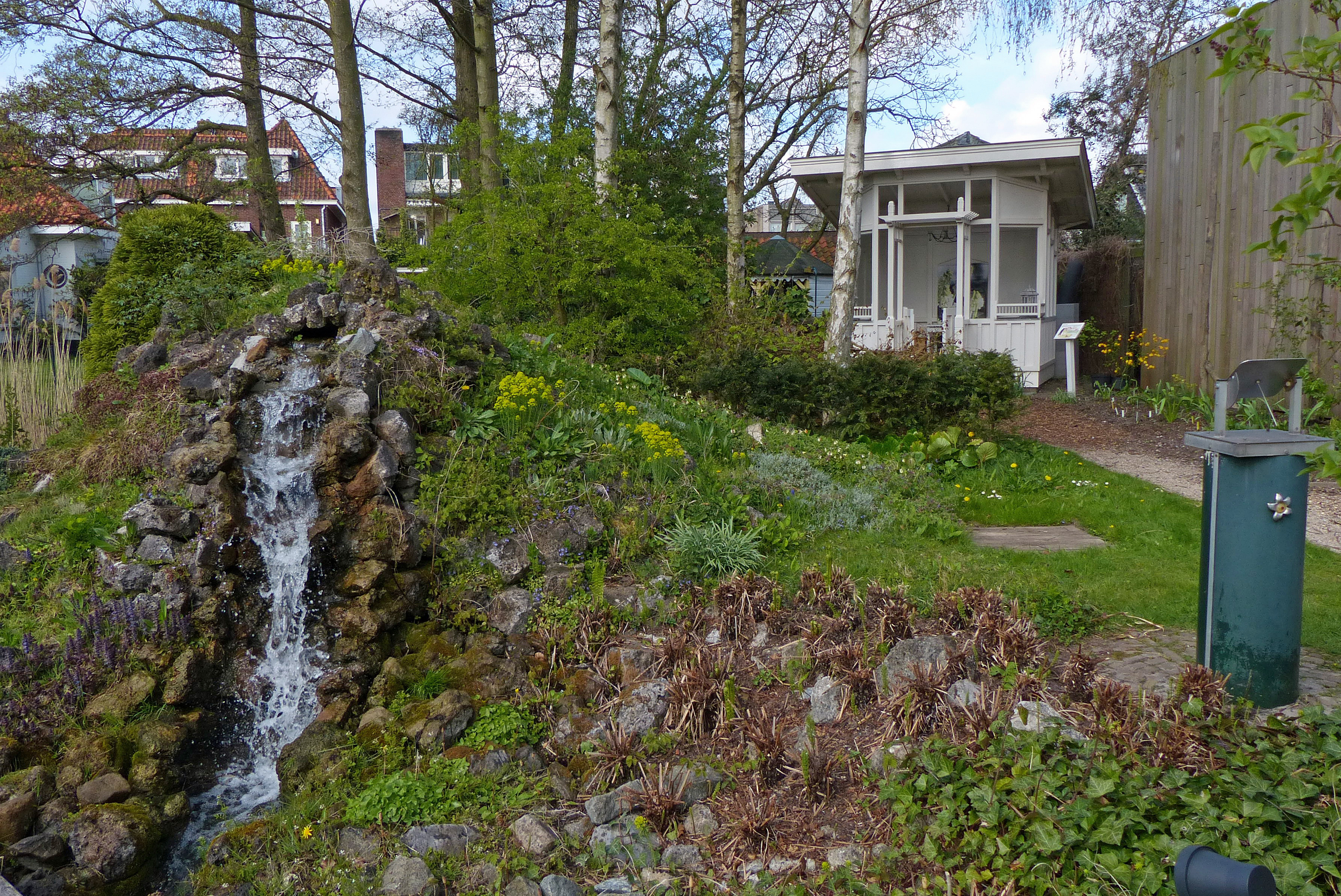
Cascade en tuinhuis
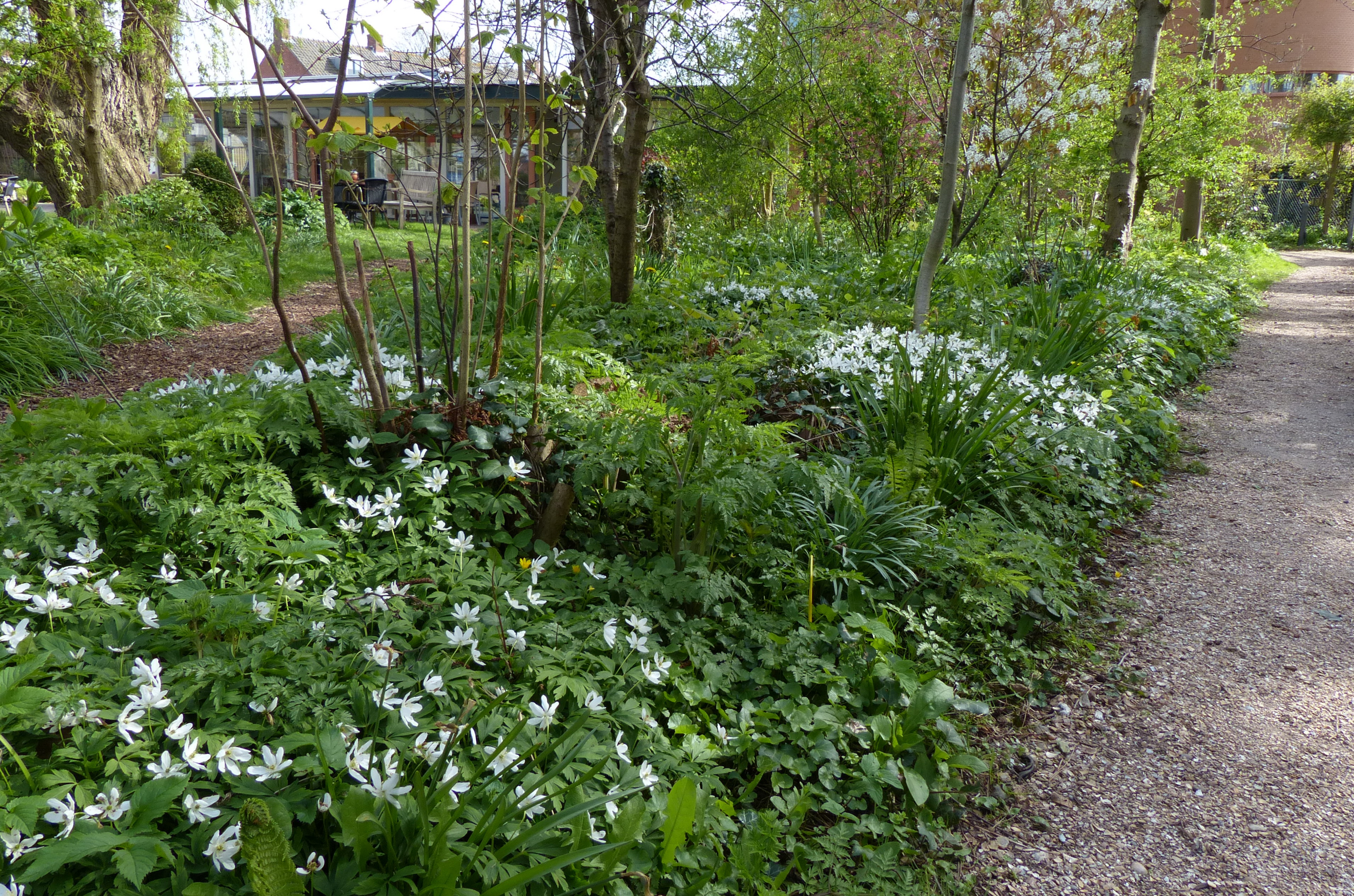
Stinsenbosje
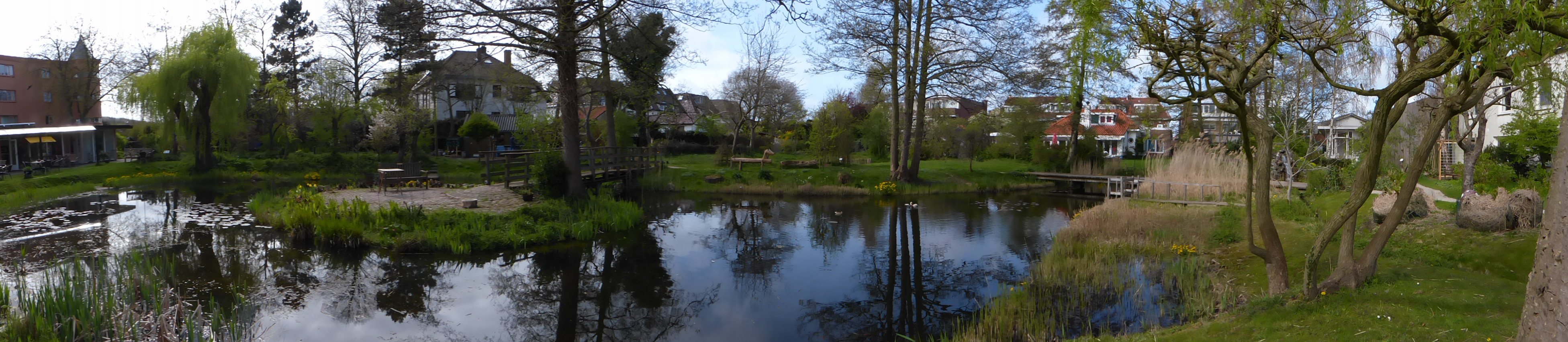
Panorama tuin